# 薄熙来事件
薄熙来事件，指从2012年上半年开始，中共元老薄一波之子、原中共中央政治局委员、中共重庆市委书记薄熙来，由王立军事件诱发的，被中共中央免职、「严重违纪问题」由中共中央纪委立案调查、海伍德死亡案复查，薄妻谷開來、薄熙来原亲信王立军、薄熙来本人先后被移送司法机关判刑等一系列事件，包括薄熙来受贿、贪污、滥用职权案（简称薄熙来案）。薄熙来事件对中华人民共和国政治产生了巨大影响，有政治观察家评论员和媒体猜测该事件会影响中国政治改革的节奏。自1989年前中共中央总书记赵紫阳被免职及终身軟禁之后，中共中央不再以政治路线错误来罢免中共中央政治局委员，而开始以违反党纪国法为由处理。薄熙来是继陈希同、陈良宇之后，第三位受到此类处理的政治局委员兼直辖市书记。
薄熙来被关在秦城监狱，在重庆市期间就具有很强炫耀倾向的薄熙来在监狱里不穿囚服而是穿西服，在监狱里以书法为乐。

## 背景

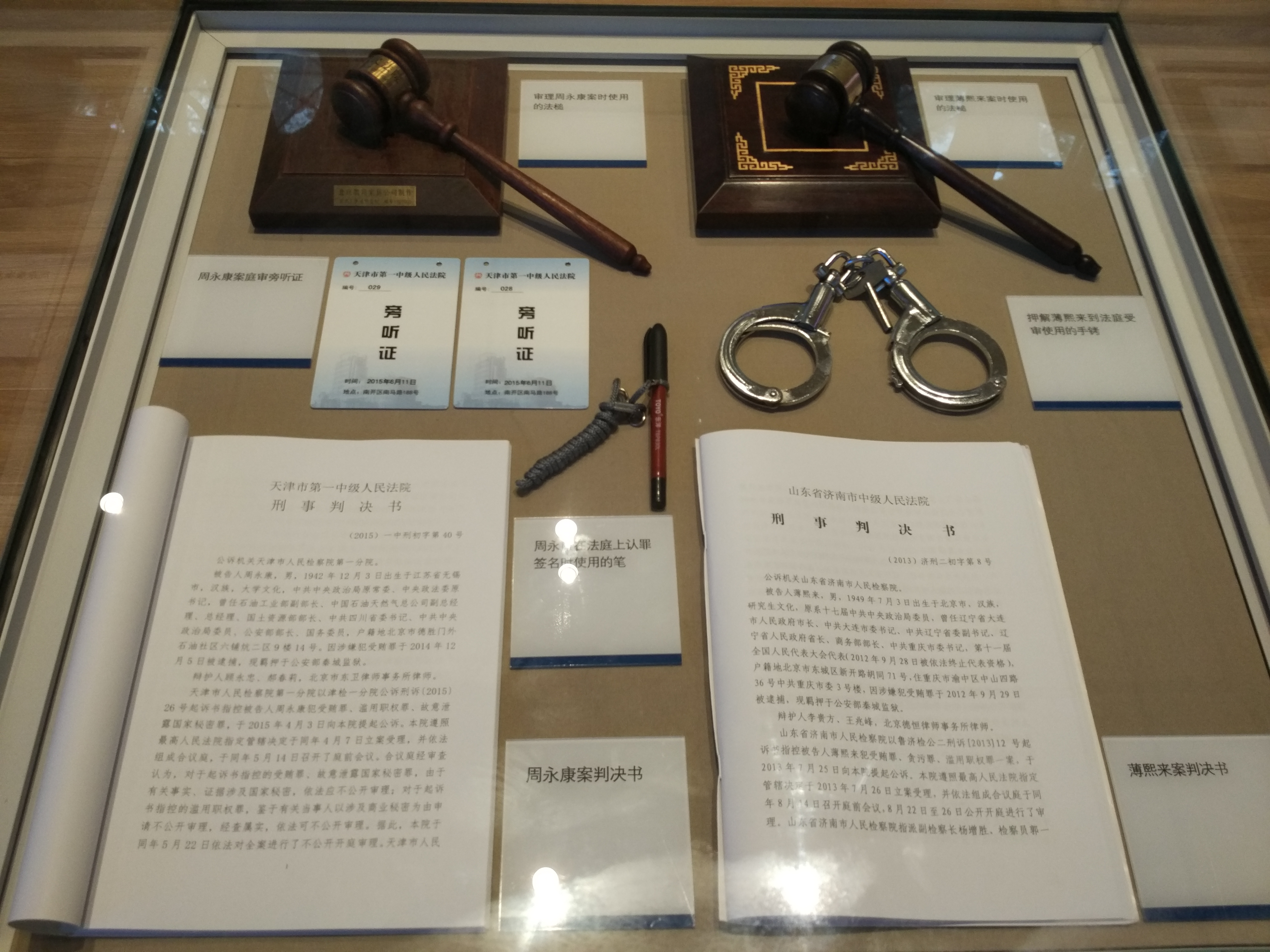
中国法院博物馆收藏的薄熙来案判决书及审判时所用的手铐（右）

2012年2月2日，中共重庆市委决定，免去王立军市公安局局长、党委书记职务，王立军以副市长身份分管教育、科技领域工作。
2012年2月6日14时31分，王立军进入美国驻成都总领事馆并滞留一天，即王立军事件。
2012年2月8日上午10点54分，重庆市人民政府新闻办公室通过新华网官方微博发布消息，称“据悉，王立军副市长因长期超负荷工作，精神高度紧张，身体严重不适，经同意，现正在接受休假式的治疗。”由此，“休假式治疗”一词在中国大陆网络窜红，也引起各方纷纷猜测王立军的真实动向。在2013年8月22日由山东省济南市中级人民法院召开的薄熙来案庭审新闻发布会上，济南中院发言人公布，此消息由时任中共重庆市委书记薄熙来批准发布。
2012年2月9日，中华人民共和国外交部发言人办公室在应询答问时表示，重庆市副市长王立军于2月6日进入美国驻成都总领事馆，滞留1天后离开。当局有关部门正在对此进行调查。
2012年2月10日，薄熙来率团到考察云南，期间参观其父薄一波创建的第十四集团军军史陈列室。
2012年3月9日，薄熙来在重庆市人大代表团公开记者会上首次就王立军事件作出公开表态，他表示他对王立军事件感到痛心，並承认自己用人失察，这也是薄熙来在被双规前最后一次公开露面。2012年3月14日，時任中共中央政治局常委、国务院总理温家宝在兩會记者招待会上罕见地措辞严厉批评和要求中共重庆市委、市政府务必就“王立军事件”进行深刻反思并吸取教训。此外温家宝还表示文革的错误和封建的影响并没有完全清除。有舆论认为温家宝表面上是在批评文革，实际上是在批评薄熙来唱紅打黑的執政理念。
2012年3月15日，即全国“两会”结束后的第一天，中共中央对外宣布“薄熙来同志不再担任中共重庆市委书记一职”；并即刻进入软禁状态，此后约一年半时间内完全消失于公众视线范围。随后时任中共中央政治局委员、国务院副总理张德江接替薄熙来出任中共重庆市委书记一职，薄熙来执政期间在重庆执行的许多政策也随即停止。
2012年4月10日，中共中央正式宣布，停止薄熙来中共中央委员和政治局委员的职务，接受党内调查。
2012年9月28日，中共中央政治局决定给予薄熙来开除党籍、开除公职处分，对其涉嫌犯罪问题及犯罪问题线索移送司法机关依法处理。10月26日，全国人大常委会公告重庆市人大常委会罢免薄熙来的十一届全国人大代表职务，并移交司法。11月7日，中共十七届七中全会确认中共中央政治局对薄熙来开除党籍。
2013年1月9日，中共中央纪委和中华人民共和国监察部在北京召开新闻发布会，通报2012年查办案件工作情况。中共中央纪委秘书长兼新闻发言人崔少鹏在会上通报，原中共重庆市委书记薄熙来的违纪案件已移送司法机关处理。
2013年7月25日，中国有关部门通过新华社发布了薄熙来被提起公诉的消息，原文如下：
薄熙来涉嫌受贿、贪污、滥用职权犯罪一案，经依法指定管辖，由山东省济南市人民检察院向济南市中级人民法院提起公诉。检察机关在审查起诉阶段依法告知了被告人薄熙来享有的诉讼权利，并讯问了被告人，听取了其委托的辩护人的意见。济南市人民检察院起诉书指控，被告人薄熙来身为国家机关工作人员，利用职务上的便利，为他人谋取利益，非法收受他人财物，数额特别巨大；贪污公款，数额巨大；滥用职权，致使国家和人民利益遭受重大损失，情节特别严重，依法应当以受贿罪、贪污罪、滥用职权罪追究刑事责任，并予以数罪并罚。
2013年8月22日8时30分，济南市中级人民法院第五法庭公开开庭审理薄熙来受贿、贪污、滥用职权一案。庭审首日，薄熙来当庭否认了公诉人对其的受贿及贪污指控。
2013年9月22日10时，济南市中级人民法院判决：被告人薄熙来犯受贿罪，判处无期徒刑，剥夺政治权利终身，并处没收个人全部财产；犯贪污罪，判处有期徒刑十五年，并处没收个人财产人民币一百万元；犯滥用职权罪，判处有期徒刑七年，决定执行无期徒刑，剥夺政治权利终身，并处没收个人全部财产。

## 薄熙来遭免职
2月11日，加拿大總理史蒂芬·哈珀访问重庆，对比前日哈珀在广州与中共广东省委书记汪洋会面时的情况，中国官方媒体选择以相对低调的方式报导了哈珀与薄熙来的会面，这现象引起国际媒体关注，纷纷对薄熙来的政治前途作出臆测。2月14日，薄熙来会见了访问重庆的英中贸易协会主席白乐威。2月16日，重庆召开年度执法会议，薄熙来与市长黄奇帆双双缺席。
2012年两会，薄熙来没有与重庆代表团一同到达北京。会议期间，他依然继续宣扬重庆的管治经验。
3月3日上午，有媒体报道，曾担任中共重庆市委书记的时任中共中央政治局常委、中央纪委书记贺国强到重庆代表团看望代表，与包括薄熙来和黄奇帆在内的成员会面。他提示称，重庆的气候和北京的气候差异很大。
3月9日是重庆代表团开放日，重庆代表团第一次与记者见面，记者会上薄熙来也第一次正面回答了王立军事件，在接受香港凤凰卫视记者闾丘露薇的采访时表示对王立军的“出走”自己完全没有想到，“非常突然”；「出了这个问题，我很痛心，我感觉我用人失察」，该反思；但强调“打黑英雄”的称号不是官方给的，而是人民群众给的，人民群众有给称号的自由。重庆打黑的成绩并不是公安一家，而是公检法系统努力的成绩。当记者问及他对自己政治前途的考虑时，他表示没考虑过十八大。当天，薄熙来在全国人大重庆代表团全团会议上，称有人说其儿子薄瓜瓜开“红色法拉利”是“一派胡言”，并表示上哈佛大学的学费来源是“全额奖学金”。
2012年3月，全国政协新闻发言人赵启正形容外媒对王立军事件的报道是“拼图式”的、“不准确的，甚至是荒唐的”，并指王立军事件是一个孤立事件。
另據紐約時報和相关信息透露表示，3月7日的内部会议上，中共中央政治局常委胡锦涛、吴邦国、温家宝、贾庆林、李长春、习近平、李克强、贺国强等均支持免除薄熙来职位的决定，但是该决定受到了另一常委周永康的抵制。在此之前，胡锦涛与温家宝与多名省部级领导、党内元老会面寻求支持免除薄熙来职位的决定，其中包括江泽民、李鹏、乔石、朱镕基和李瑞环。江澤民甚至称薄的問題已突破了人類文明的底線。
2012年3月14日，中共中央政治局常委、国务院总理温家宝在两会记者招待会上公开要求中共重庆市委、市政府就王立军事件进行反思并吸取教训。
2012年3月15日，即全国「两会」結束後的第二天，中共中央决定薄熙來不再兼任中共重庆市委書記、常委、委員職務，由中共中央政治局委员、国务院副总理张德江兼任重庆市委委员、常委、书记。
3月23日，重庆市第三届人大常委会第三十次会议表决通过，决定任命何挺为重庆市人民政府副市长、重庆市公安局局长，同时免去王立军的重庆市人民政府副市长、重庆市公安局局长职务，会议还重新任免了一批法院、检察院干部。3月27日，经中共中央批准，曾与重庆市市长黄奇帆一同前往成都领事馆交涉王立军滞留事件的陈存根不再担任中共重庆市委常委职务，由徐松南接任。
英国外交部在3月25日正式要求重新调查海伍德的案件。海伍德的名字于3月25日晚被中国网络监察人员封锁。
2012年4月10日，中国国务院直属事业单位新华社受权发布电讯称，公安机关正在对尼尔·海伍德（官方通报中称“尼尔·伍德”）死亡案进行复查。官方称薄熙来妻子谷开来（官方通报中称“薄谷开来”）与海伍德有经济利益矛盾，有证据证明海伍德死于他杀，谷开来和薄家勤务人员张晓军有重大作案嫌疑，二人涉嫌故意杀人犯罪，已被移送司法机关处理。同时中央也决定对薄熙来进行停职处理并对其“严重违纪问题”进行立案调查。
2012年4月11日出版的《人民日报》发表评论员文章，称“尼尔·伍德死亡案件是一起涉及党和国家领导人亲属和身边工作人员的严重刑事案件”，官方将对该案、王立军事件和薄熙来“严重违纪”问题予以彻底查清，无论其职位高低，“法律面前没有特殊公民”。
其后，海伍德的遗孀王露露以安全为由欲离境前往英国，但未被允许，且被禁止接受外国记者采访。
2012年9月28日，中共中央政治局会议审议并通过中共中央纪律检查委员会《关于薄熙来严重违纪案的审查报告》，决定给予薄熙来开除党籍、开除公职处分，对其涉嫌犯罪问题及犯罪问题线索移送司法机关依法处理。
中共中央决定中指出：薄熙来在任大连、辽宁省、商务部领导职务和中央政治局委员兼重庆市委书记期间，严重违反纪律，在王立军事件和薄谷开来故意杀人案件中滥用职权，犯有严重错误、负有重大责任；利用职权为他人谋利，直接和通过家人收受他人巨额贿赂；利用职权、薄谷开来利用薄熙来的职务影响为他人谋利，其家人收受他人巨额财物；与多名女性发生或保持不正当性关系；违反组织人事纪律，用人失察失误，造成严重后果。此外，调查中还发现了薄熙来其他涉嫌犯罪问题线索。并表示：“要坚决查处违纪违法案件，不管涉及到谁，不论权力大小，都要一查到底，决不姑息、决不手软，决不让任何腐败分子逃脱党纪国法的惩处”。

## 在重庆的影响
薄熙来下台之后，中共重庆市委书记一职由时任国务院副总理张德江兼任，重庆的唱红打黑暂告一段落。薄熙来主政期间的许多政策被撤销，例如重庆卫视重新播放广告，而广场红歌会也消失。
薄熙来时代“五个重庆”宣传牌在重庆被全面拆除。“五个重庆”即“宜居重庆”、“畅通重庆”、“森林重庆”、“平安重庆”和“健康重庆”，是薄熙来于2007年11月兼任重庆市委书记后，中共第三届重庆市委员会第三次全体会议于2008年7月20日首次提出的一套重庆市建设目标，成为重庆的战略决策。4月11日，薄熙来下台之后，重庆发生大规模游行示威，即重庆万盛事件。事件参与人数达到万人，有多人受伤。但据重庆政府回应，此事件与薄熙来事件无关。
2013年8月10日，薄熙來準備在濟南中級人民法院審訊，有小股人群在法院外聚集，要求釋放薄熙來，表达不满。

## 去职双开法办
2012年4月10日，新华社报道：
“鉴于薄熙来同志涉嫌严重违纪，中央决定，依据《中国共产党章程》和《中国共产党纪律检查机关案件检查工作条例》的有关规定，停止其担任的中央政治局委员、中央委员职务，由中共中央纪律检查委员会对其立案调查。

媒体认为，薄熙来已经被软禁，在接受双规。《环球时报》发表社论《查处违法违纪官员不是“政治斗争”》。
薄熙来被双开后，中共中央为了稳定人心，在全国各地举行了政治学习和宣传。例如，4月10日，重庆市人大常委会学习讨论了中央对薄熙来严重违纪问题立案调查的决定；山西省委召开领导干部大会，传达中央纪委对薄熙来立案调查的决定；西藏自治区党委常委扩大会议传达学习中央有关文件精神。
4月14日以后，《重庆日报》等官方媒体发表社论《违纪违法不得人心》等一系列社论，将本案定调为刑事案件。
2012年9月28日，中共中央政治局会议审议并通过中共中央纪律检查委员会《关于薄熙来严重违纪案的审查报告》，决定给予薄熙来开除党籍、开除公职处分，对其涉嫌犯罪问题及犯罪问题线索移送司法机关依法处理。
2012年10月26日，全国人大常委会公告：重庆市人大常委会罢免了薄熙来的十一届全国人大代表职务，依照《代表法》的有关规定，薄熙来的代表资格终止，并移交司法機關。
2012年11月7日，十七届七中全会确认中央政治局对薄熙来开除党籍。
2013年7月25日，济南市人民检察院向济南市中级人民法院就薄熙来涉嫌受贿、贪污、滥用职权一案提起公诉。
2013年8月22日至26日，济南市中级人民法院第五法庭公开开庭审理薄熙来受贿、贪污、滥用职权一案。庭审首日，薄熙来当庭否认公诉人对其的受贿及贪污指控。
9月22日，济南市中级人民法院做出一审判决：被告人薄熙来因受贿罪、贪污罪、滥用职权罪，被判处无期徒刑，剥夺政治权利终身，并处没收个人全部财产。
10月25日，山东省高级人民法院对薄熙来受贿、贪污、滥用职权案二审进行了公开宣判，裁定驳回上诉，维持一审无期徒刑判决。

## 相关事件

### 薄熙永辞职
2012年4月25日晚李学明（薄熙永）辞去中国光大集团执行董事兼副总经理职务。

### 德维利耶被协助调查
2012年6月，除尼尔·伍德外，另一名与薄熙来家族丑闻相关的法国人帕特里克·德维利耶在柬埔寨被捕，中方提出引渡要求遭到拒绝。路透社报道称，德维利耶与谷开来有不寻常的男女亲密关系。

### 周永康违纪受查
中共中央政治局常委、中央政法委书记周永康由于与薄熙来关系密切，在处理王立军事件时，据传因被怀疑将掌握的机密信息泄露给薄熙来而受到调查。2014年7月29日，周永康正式被中纪委双规。2015年6月11日，周永康在天津被判处无期徒刑。

### 孙政才违纪受查
2017年2月，中央巡视组到重庆视察，批评重庆党政领导层“带病提拔”干部，市内“党的领导弱化，担当意识不强”，学习贯彻习近平总书记系列重要讲话精神有差距，清除“薄、王”遗毒不够彻底。市委书记孙政才回应批评表示要深入学习贯彻习近平总书记关于巡视工作的重要讲话精神，坚决维护以习近平同志为核心的党中央权威和党中央集中统一领导，全面贯彻落实习近平总书记视察重庆重要讲话精神。
2017年7月24日傍晚六時，新华社发布消息，由于孙政才涉嫌严重违纪，中共中央决定由中共中央紀委对其进行立案审查，成为中共十八大以来第一位被调查的在任政治局委员。2018年5月8日，孙政才在天津被判处无期徒刑。

## 传闻
美国《纽约时报》引自多名与中国共产党有联系的匿名来源所称，2011年8月，时任中共中央总书记胡锦涛与前往重庆的官员的电话谈话被薄熙来与王立军窃听。数年来，在薄熙来的策划下，王立军与北京邮电大学校长方滨兴在重庆建立了一整套监视、监听系统。为了了解其他官员对自己的态度，薄熙来通过此系统对包括中央政治局常委周永康在内的几乎所有的中共高官进行了监听活动。其他监听活动还涉及胡锦涛与中纪委副书记兼监察部部长马馼、重庆市委常委兼政法委书记刘光磊间的通话。據報載，薄熙来对胡锦涛的窃听活动觸怒北京领导层，并引发中纪委的关注和调查。香港《大公报》2012年5月1日援引北京权威消息人士告知香港中通社记者称，所谓“窃听事件”并不存在，完全子虚乌有。

## 评论
- 中共中央机关报《光明日报》官网《光明网》专文《薄熙来下场再证文革模式是一条死路》大力批评薄熙来的个人行为和品质，如:[42]

「薄熙来在仕途上打马赶路、在政坛上呼风唤雨的过程中，时刻不忘打造、包装个人的政治形象，充分而巧妙地利用其所辖之地的“党的喉舌”以及现代大众传播工具，把其应负的政治义务和必须履行的官员职责转化成个人的“政治魅力”，由此不断垫高其实现个人政治抱负所需蹬踏的台阶。这种“垒台阶”的过程，其实就是把政治人格化的过程。」，「薄熙来在其所辖范围，实行“一言堂”统治，说一不二，一言九鼎，顺我者昌，逆我者亡。他所在的官场，只允许他一个人的魅力存在，其他人在其眼中都是家丁，尽是蝼蚁。薄熙来设计打造自己的魅力形象，鼓励放任那些肉麻地吹嘘和“歌颂”自己的文字和歌曲，但对任何不利于自己的言词甚至哪怕仅仅是表示，都要以其不被监督和限制的权力，动用专政的力量给予最严厉的打击。」
「他在王立军事件和薄谷开来故意杀人案件中滥用权力，利用权力为他人谋利，直接和通过家人收受他人巨额贿赂和巨额财物，与多名女性发生或保持不正当性关系……而就是这样一个龌龊至极的人，在公众面前却是满腹治国经、满口漂亮话的正人君子。」
- 中共党报人民日报社主办的《环球时报》专文《薄熙来案表明政治确定性是中国人民之福》指出薄熙来的政治仕途终结是中华人民共和国公民的福气[43]。

- 英国《金融時報》认为，薄熙来事件严重损害了中共的合法性。该报评论说[44]，

在网络时代，中共已无法继续关起门来处理内部事务。中共试图用薄熙来的倒台证明：没有人能超越法律。这个想法不错。然而，薄熙来的种种哗众取宠只不过进一步加深了公众的这样一个看法：身处权力金字塔顶端的人拥有巨额财富，即便违法也可以不受追究。
- 英国《经济学人》杂志发表文章说，薄熙来事件造成了89年天安门事件以来中共领导层最严重的分裂。该评论认为[45]：

《经济学家》观察到，即使在3月15号薄熙来被免除中共重庆市委书记之后，仍有许多人相信薄熙来能保住政治局委员的位置至少到今年秋天的18大。文章评论说，中共领导层在沉默了四个星期之后才对薄熙来解职有了某种说法。这个事实本身就说明共产党高层领导在如何处置薄熙来的问题上有严重分歧。
- 2013年7月25日，中国大陆官方通讯社新华社发表网评《薄熙来受审：令出一门方能不偏不倚》，文章指出，

报君黄金台上意，提携玉龙为君死。走过封建制，为君王一人之愚忠虽已成过去时，但维护中央政令统一，服从中央领导，为官者不生私念、不谋私利、不专私权，仍是岿然不动之时代主流。因为不论是经济建设、政治制度创新，还是社会繁荣发展，唯有令出一门，坚决拥护中央的决定，不畏退、不彷徨，方能不偏不倚。
中央陆续查处了一批问题官员，既有“苍蝇”，也有“老虎”，因为不管是科长、处长，还是部长，只要有问题都应接受党纪国法的惩处。曾为其治下的人民群众，也应清醒认识到其为已谋私利的丑恶面目，坚决地服从中央决定，静观法律审判。并坚持令出一门，继续在中央的总体布局下做好本职工作，为实现中华民族伟大复兴的中国梦贡献自己的力量。
- 2013年7月26日，中共党报《人民日报》发表评论员文章《法治没有特区，反腐没有例外》，文章评论指出，

我国是社会主义法治国家，法律的尊严和权威不容践踏。不管涉及什么人，不论权力大小、职位高低，只要触犯法律，都将受到严肃追究和严厉惩处。对薄熙来一案提起公诉再次表明，法律面前人人平等，制度面前没有例外，谁都没有超越法律的特权，谁都不能心存“刑不上大夫”的侥幸。